# Grecka Liga Siatkówki A1
Grecka Liga Siatkówki A1 (ang. A1 Ethniki, grec. Α1 Εθνική Κατηγορία)  - najwyższa klasa siatkarskich rozgrywek ligowych mężczyzn w Grecji. Pierwsze rozgrywki o mistrzostwo kraju odbyły się w 1935 roku, tytuł zdobył zespół Panellinios G.S. Od 1990 liga nosi nazwę A1 Ethniki, wcześniej nazywała się Panhellenic (1935-1968) oraz A Ethniki (1968-1990).

## Medaliści
| Sezon     | 1. miejsce               | 2. miejsce                   | 3. miejsce               |
| --------- | ------------------------ | ---------------------------- | ------------------------ |
| 1936      | Panellinios G.S.         |                              |                          |
| 1937      | Panellinios G.S.         |                              |                          |
| 1938      | EA Patras                |                              |                          |
| 1939      | Panellinios G.S.         |                              |                          |
| 1940      | Panellinios G.S.         |                              |                          |
| 1941-1943 | rozgrywki nie odbyły się | rozgrywki nie odbyły się     | rozgrywki nie odbyły się |
| 1944      | Panellinios G.S.         |                              |                          |
| 1945-1960 | rozgrywki nie odbyły się | rozgrywki nie odbyły się     | rozgrywki nie odbyły się |
| 1961      | Panellinios G.S.         | Panathinaikos AO             | Milon                    |
| 1962      | Milon                    |                              |                          |
| 1963      | Panathinaikos AO         |                              |                          |
| 1964      | Milon                    |                              |                          |
| 1965      | Panathinaikos AO         | Paukrati                     | Ionikos Nea Filadelfia   |
| 1966      | Panathinaikos AO         | Paukrati                     | Olympiakos SFP           |
| 1967      | Panathinaikos AO         |                              |                          |
| 1968      | Olympiakos SFP           | Panathinaikos AO             | Panellinios              |
| 1968/1969 | Olympiakos SFP           | Panathinaikos AO             | Paukrati                 |
| 1969/1970 | Panathinaikos AO         | Olympiakos SFP               | Ionikos Nea Filadelfia   |
| 1970/1971 | Panathinaikos AO         | GS Iraklis                   | Ionikos Nea Filadelfia   |
| 1971/1972 | Panathinaikos AO         | Olympiakos SFP               | GS Iraklis               |
| 1972/1973 | Panathinaikos AO         | Olympiakos SFP               | GS Iraklis               |
| 1973/1974 | Olympiakos SFP           | Panathinaikos AO             | GS Iraklis               |
| 1974/1975 | Panathinaikos AO         | GS Iraklis                   | Olympiakos SFP           |
| 1975/1976 | Olympiakos SFP           | Panathinaikos AO             | GS Iraklis               |
| 1976/1977 | Panathinaikos AO         | Olympiakos SFP               | GS Iraklis               |
| 1977/1978 | Olympiakos SFP           | Panathinaikos AO             | MGE Alessandropoli       |
| 1978/1979 | Olympiakos SFP           | Panathinaikos AO             | GS Iraklis               |
| 1979/1980 | Olympiakos SFP           | Panathinaikos AO             | AS Aris                  |
| 1980/1981 | Olympiakos SFP           | Panathinaikos AO             | GS Iraklis               |
| 1981/1982 | Panathinaikos AO         | Olympiakos SFP               | AO Nereo Veria           |
| 1982/1983 | Olympiakos SFP           | Panathinaikos AO             | AS Aris                  |
| 1983/1984 | Panathinaikos AO         | Olympiakos SFP               | AS Aris                  |
| 1984/1985 | Panathinaikos AO         | Olympiakos SFP               | AS Aris                  |
| 1985/1986 | Panathinaikos AO         | Olympiakos SFP               | AS Aris                  |
| 1986/1987 | Olympiakos SFP           | Panathinaikos AO             | AS Aris                  |
| 1987/1988 | Olympiakos SFP           | Panathinaikos AO             | AS Aris                  |
| 1988/1989 | Olympiakos SFP           | Panathinaikos AO             | GS Iraklis               |
| 1989/1990 | Olympiakos SFP           | Panathinaikos AO             | AO Orestiada             |
| 1990/1991 | Olympiakos SFP           | Panathinaikos AO             | AS Aris                  |
| 1991/1992 | Olympiakos SFP           | Panathinaikos AO             | AS Aris                  |
| 1992/1993 | Olympiakos SFP           | AO Orestiada                 | AS Aris                  |
| 1993/1994 | Olympiakos SFP           | AS Aris                      | AO Orestiada             |
| 1994/1995 | Panathinaikos AO         | Olympiakos SFP               | AO Orestiada             |
| 1995/1996 | Panathinaikos AO         | AS Aris                      | AO Orestiada             |
| 1996/1997 | AS Aris                  | AO Orestiada                 | Olympiakos SFP           |
| 1997/1998 | Olympiakos SFP           | AO Orestiada                 | AS Aris                  |
| 1998/1999 | Olympiakos SFP           | GS Iraklis                   | AO Orestiada             |
| 1999/2000 | Olympiakos SFP           | GS Iraklis                   | AO Orestiada             |
| 2000/2001 | Olympiakos SFP           | GS Iraklis                   | Panathinaikos AO         |
| 2001/2002 | GS Iraklis               | Olympiakos SFP               | Panathinaikos AO         |
| 2002/2003 | Olympiakos SFP           | GS Iraklis                   | Panathinaikos AO         |
| 2003/2004 | Panathinaikos AO         | Olympiakos SFP               | GS Iraklis               |
| 2004/2005 | GS Iraklis               | Olympiakos SFP               | Panathinaikos AO         |
| 2005/2006 | Panathinaikos AO         | GS Iraklis                   | Olympiakos SFP           |
| 2006/2007 | GS Iraklis               | Panathinaikos AO             | Olympiakos SFP           |
| 2007/2008 | GS Iraklis               | Panathinaikos AO             | Olympiakos SFP           |
| 2008/2009 | Olympiakos SFP           | Panathinaikos AO             | EA Patras                |
| 2009/2010 | Olympiakos SFP           | Panathinaikos AO             | Aris Marmouris Saloniki  |
| 2010/2011 | Olympiakos SFP           | GS Iraklis                   | Panathinaikos AO         |
| 2011/2012 | GS Iraklis               | AO Foinikas Syros            | GAS Pamwochaikos         |
| 2012/2013 | Olympiakos SFP           | GAS Pamwochaikos             | PAOK                     |
| 2013/2014 | Olympiakos SFP           | MGS Ethnikos Aleksandropolis | AO Kifisias              |
| 2014/2015 | PAOK                     | Olympiakos SFP               | Foinikas Syros           |
| 2015/2016 | PAOK                     | Foinikas Syros               | Olympiakos SFP           |
| 2016/2017 | PAOK                     | Olympiakos SFP               | Panathinaikos AO         |
| 2017/2018 | Olympiakos SFP           | PAOK                         | Foinikas Syros           |
| 2018/2019 | Olympiakos SFP           | PAOK                         | Foinikas Syros           |
| 2019/2020 | Panathinaikos AO         | Olympiakos SFP               | PAOK                     |
| 2020/2021 | Olympiakos SFP           | Foinikas Syros               | Panathinaikos AO         |
| 2021/2022 | Panathinaikos AO         | Olympiakos SFP               | Foinikas Syros           |
| 2022/2023 | Olympiakos SFP           | PAOK                         | Panathinaikos AO         |
| 2023/2024 | Olympiakos SFP           | Panathinaikos AO             | AONS Milon               |
| 2024/2025 | Panathinaikos AO         | Olympiakos SFP               | AONS Milon               |